# Singin’ in the Rain (песня)
Singin’ in the Rain (рус. перевод: «Пою под дождём») — американская песня (впервые издана в 1929 году) И.Х. Брауна на стихи А.Фрида. Получила широкую известность после того как её в 1952 году исполнил (обставив собственной хореографией) Джин Келли в кинофильме «Поющие под дождём». В США песня популярна до наших дней, о чём свидетельствует составленный в 2004 году рейтинг американских кинокритиков, где песня «Singin’ in the Rain» занимает третье место в списке.
С музыкальной точки зрения песня не содержит никаких (гармонических, ритмических) изысков. Она написана в мажорном ладу (мелодия за исключением каденции — пентатоническая), форма песни строфическая (нет припева или какого-либо другого рефрена).

## Фильмы, в которых звучит песня
- Развод (1930)
- Старый тёмный дом (1932)
- Малышка Нелли Келли (1940)
- Поющие под дождём (1952)
- К северу через северо-запад (1959)
- Заводной апельсин (1971)
- Баллада о Долтонах[англ.] (анимационный) (1978)
- Крепкий орешек (1988)
- А как же Боб? (1991)
- Дживс и Вустер (1991)
- Леон (1994)
- Годзилла (1998)
- Шанхайские рыцари (2003)
- Роботы (2005)
- Хор, эпизод The Substitute (2010)
- Стажёр (2015)
- Вавилон (2022)